# 宇留生村
宇留生村（うるうむら）は、かつて岐阜県不破郡に存在した村である。
現在の大垣市の一部に該当し、杭瀬川西岸の地域である。
村名は、かつて存在した荘園、宇留生荘に由来し、宇留生は、「水が潤う」という意味という説がある。

## 沿革
- 江戸時代、この地域は美濃国不破郡であり、大垣藩領、尾張藩領、天領の混在地であった。
- 1897年（明治30年）4月1日 - 荒尾村、牧野村、福田村が合併し、宇留生村となる
- 1940年（昭和15年）2月11日 - 大垣市に編入される。

## 交通機関
- 東海道本線（美濃赤坂支線）
  - 荒尾駅

## 学校
- 宇留生尋常小学校（現・大垣市立宇留生小学校）

## 名所
- 御首神社